# Angsthasen
Angsthasen ist ein deutscher Fernsehfilm aus dem Jahr 2007.

## Handlung
Adrian Zumbusch ist Angestellter eines Versicherungsunternehmens und leidet unter Phobien. Sein Leben richtet er nach diesen Phobien aus, zum Leid seiner Mitmenschen. Er steigt in keinen Aufzug, meidet Tunnel, schwindelnde Höhen und den Kontakt mit fremden Menschen. Seine Ehefrau Sylvie kann nicht mehr mit ihm zusammenleben, doch Adrian willigt der Scheidung nicht ein. Der einzige Ort, an dem er sich wohlfühlt, ist die Therapiegruppe seines Psychotherapeuten. Dieser Therapeut behandelt auch Katja Lorenz, die sich für beziehungsunfähig hält und immer an den falschen Mann gerät. Katja ist Ärztin und untersucht ausgerechnet den Hypochonder Adrian. Sie lässt seine Blutwerte untersuchen und verkündet ihm tatsächlich, dass er unheilbar an Leukämie erkrankt sei. Er habe wahrscheinlich nur noch drei Monate zu leben. Dies stellt das Leben Adrians auf den Kopf. Seine Ängste sind plötzlich wie verflogen. Mit der Aussicht, nur noch drei Monate zu leben, gestaltet er plötzlich sein Leben völlig neu und ohne Angst vor der Zukunft, denn die scheint mit einem Male gewiss.
Katja verliebt sich in den todkranken Mann. Es scheint wieder einmal der Falsche zu sein, denn was soll es ihr bringen, wenn sie einen Mann liebt, der in drei Monaten sterben wird. Dennoch verbringen die beiden gemeinsam die schönsten Wochen ihres Lebens – bis sich herausstellt, dass die Ergebnisse der Untersuchung Adrians vertauscht wurden. Nicht Adrian (Zumbusch) ist an Leukämie erkrankt, sondern Andreas (Zumbach). Die Ängste haben Adrian zurückerobert. Erst, als er Andreas am Sterbebett kennenlernt und der alte Mann ihm die Furcht vor dem Tod nimmt, hat er Hoffnung, seine Ängste zu bewältigen. Als Andreas stirbt, erfährt Adrian von dessen Frau, dass Andreas sich gewünscht hat, dass Adrian die Totenrede hält. Vor 100 Trauergästen zu sprechen, ist eine unüberbrückbare Herausforderung für Adrian und die Katastrophe scheint unvermeidlich. Früher war er diesen Herausforderungen ausgewichen, doch diesmal überwindet er sich und gewinnt dadurch auch die gemeinsame Zukunft mit Katja.

## Kritiken
„Ein brillanter Edgar Selge in der TV-Komödie des Jahres“

„Eine der besten Komödien des Jahres“

„Vorzüglich gespieltes Fernseh-Melodram, das den Mut zum eigenen Leben angesichts des wahrscheinlichen Todes zum Thema hat und trotz einiger allzu kolportageartiger Verwicklungen glaubwürdig signalisiert, dass jede Angst überwunden werden kann.“

## Auszeichnungen
Der Film wurde für die Goldene Kamera in der Kategorie „Bester Film“ und für den Adolf-Grimme-Preis nominiert, und Edgar Selge als bester Schauspieler in der Kategorie „Fernsehfilm“  mit dem Bayerischen Fernsehpreis 2008 ausgezeichnet.

## Hintergrund
Angsthasen ist eine Co-Produktion der Filmproduktionsfirma Collina, des Bayerischen Rundfunks und des Südwestrundfunks. Dreharbeiten fanden unter anderem in München statt. Die Erstausstrahlung erfolgte in der ARD am 26. September 2007.